# فوروات الفلوتيكازون
فوروات الفلوتيكازون هو غلوكوكورتيكويد صناعي مشتق من الفلوتيكازون، وتسوقه غلاكسو سميث كلاين تحت اسم تجاري هو Veramyst (في الولايات المتحدة) و Avamys (في أستراليا وكندا والاتحاد الأوروبي وجنوب أفريقيا والمكسيك وإسرائيل وكوريا الجنوبية) ويستخدم لعلاج حساسية الأنف ويعطى عن طريق بخاخ أنفي.
الدواء المركب فوروات الفلوتيكازون/فيلانتيرول حاصل على موافقة إدارة الغذاء والدواء الأمريكية للاستعمال الطويل في علاج داء الانسداد الرئوي المزمن بضمنها التهاب القصبات المزمن والنفاخ الرئوي.